# Droga wojewódzka nr 946
Droga wojewódzka nr 946 (DW946) – droga wojewódzka położona w południowej Polsce, w województwie śląskim w powiecie żywieckim i województwie małopolskim w powiecie suskim. Łączy Żywiec, położony przy drodze ekspresowej S1, z Suchą Beskidzką przy drodze krajowej nr 28. 

## Miejscowości leżące przy trasie DW946
- Żywiec (S1, DW945)
- Łękawica
- Okrajnik
- Gilowice
- Ślemień
- Las
- Kuków
- Lachowice
- Stryszawa
- Sucha Beskidzka (DK28)